# DNA-Vernetzung
Die DNA-Vernetzung bezeichnet die Vernetzung von DNA mit anderen Molekülen. Die vernetzte DNA gehört zu den DNA-Addukten, einer Form der DNA-Schäden.

## Eigenschaften
Eine DNA-Vernetzung kann unter anderem durch Vernetzungsmittel oder ionisierende Strahlung ausgelöst werden. Manche Vernetzungsmittel sind gleichzeitig auch Fixierungsmittel oder Alkylanzien. Die Vernetzung kann innerhalb eines DNA-Strangs (intramolekular) oder intermolekular zwischen zwei DNA-Molekülen (z. B. bei einer DNA-Doppelhelix) oder zwischen DNA und einem anderen Molekül erfolgen, z. B. mit einem DNA-bindenden Protein oder anderen Molekülen. Die DNA-Replikation wird durch vernetzte Nukleinbasen gehemmt, die DNA-Reparatur dagegen ausgelöst. Durch eine gelegentlich fehlerhafte Reparatur an vernetzter DNA können Mutationen entstehen, die in bestimmten Kombinationen zu Krebs führen können. Die Reparatur erfolgt vor allem durch Nukleotidexzisionsreparatur (NER), durch Transläsionssynthese (TLS) und homologe Rekombination (HR). Rad51-Proteine sind an der Reparatur vernetzter DNA beteiligt. Patienten mit einer Fanconi-Anämie sind besonders empfindlich gegenüber einer DNA-Vernetzung zwischen zwei DNA-Strängen.

## Exogene Vernetzung
Eine DNA-Vernetzung wird in der Medizin zur Chemotherapie verwendet, da schnell teilende Zellen wie Tumorzellen tendenziell stärker unter DNA-Schäden leiden als ruhende Zellen. Manche Alkylanzien wie 1,3-Bis(2-chlorethyl)-1-nitrosoharnstoff (BCNU, Carmustin) und Loste werden verwendet, da sie intermolekulare Vernetzungen an der N7-Position von Guaninen erzeugen.
Cisplatin (cis-Diammindichlorplatin(II)) und seine Derivate wie Carboplatin und Oxaliplatin bilden DNA-Addukte, intramolekulare und intermolekulare Vernetzungen.
DNA-Schäden können auch durch ionisierende Strahlung entstehen, z. B. ultraviolettes Licht (wie Thymin-Dimere nach einer 2+2-Cycloaddition), Röntgenstrahlung oder die von Radionukliden emittierte Strahlung.
In der Biochemie wird die DNA-Vernetzung unter anderem zur Mutagenese, zur Fixierung und nach einem Southern Blot zur Fixierung auf einer Nitrozellulose- oder Nylon-Membran verwendet. Eine Vernetzung mit Formaldehyd kann durch Erhitzen auf 70 °C rückgängig gemacht werden, weshalb die DNA-Vernetzung mit Formaldehyd zur Bestimmung von Protein-DNA-Interaktionen eingesetzt wird.

## Endogene Vernetzung
Salpetrige Säure wird aus Nitriten in Nahrungsmitteln aufgenommen. Salpetrige Säure vernetzt DNA an der N2-Position von Guaninen in CG-Sequenzen. In Folge der Verstoffwechselung von Nitriten entstehen verschiedene Nitrosoverbindungen wie Nitrosamine.
Reaktive Verbindungen wie Dialdehyde (z. B. Malondialdehyd) können nach einer Lipidperoxidation entstehen, wodurch in Folge vernetzende Ethen-Addukte gebildet werden.
Aldehyde wie Acrolein und Crotonaldehyd können Addukte mit Guaninen bilden, die wiederum Schiffsche Basen mit Proteinen bilden können.
Psoralene kommen in manchen Pflanzen vor und können mit DNA interkalieren. Bei einer Bestrahlung mit UV-A bilden sie Addukte mit Pyrimidinen. Die Vernetzung mit Psoralenen betrifft vor allem TA-Sequenzen. Psoralenaddukte erzeugen einen Arrest des Zellzyklus und werden in der Therapie von Psoriasis und Vitiligo eingesetzt.